# Mednarodno letališče D. Solomos, Zakintos
Mednarodno letališče D. Solomos (IATA: ZTH, ICAO: LGZA) je glavno letališče na grškem otoku Zakintos. Leži v bližini naselja Laganas.
Letališče nosi ime po pesniku Dionysiosu Solomosu, avtorju grške himne, ki je bil rojen na otoku.
Letališče je bilo predano namenu leta 1972, sedanja letališka stavba je bila prenovljena leta 2008.
Po odprtju letališča se je na otoku razmaknila turistična dejavnost, zato je še danes promet izrazito povečan v poletnih mesecih. Letališče je zaradi bližine nacionalnega parka odprto le podnevi. 
Letališče ima eno asfaltno vzletno-pristajalno stezo.